# 厳島神社 (神戸市中央区)
厳島神社（いつくしまじんじゃ）は兵庫県神戸市中央区花隈町に鎮座する神社。

## 祭神
- 市杵島比売 （市杵島姫命）・大物主命

## 歴史
平清盛が福原京造営時に勧請した厳島神社七社の一社。
元宇治川尻左岸（弁天町）にあったが、明治初期神戸港建設の際、現在の堺町通6丁目に移転。
昭和21年（1946年）頃、神戸中央郵便局建設の為、現在地に遷座する。
宇治川と国道2号線の交わるあたりが弁天町となっているのは、当社があった為である。

## 境内
- 地清女社・出雲神社・住広稲荷社・白龍

## 交通アクセス
- JR神戸線及び阪神本線元町駅より、西に徒歩7分